# Walden Media
Walden Media – amerykańska wytwórnia filmowa specjalizująca się w produkcji filmów dla całej rodziny, założona w 2000 przez Micheala Flaherty’ego i Cary’ego Granata.
Anschutz Entertainment Group kupiła większościowy pakiet udziałów w wytwórni pod koniec 2001 roku, pozostawiając jej założycieli mniejszościowych udziałowców.
W 2007 wytwórnia produkcyjna Jordana Kernera – The Kerner Entertainment Company zawarła kontrakt z Walden na produkcję filmów familijnych.

## Filmografia
- Pulse: A Stomp Odyssey (2002)
- Głosy z głębin 3D (2003)
- Kto pod kim dołki kopie... (2003)
- Odnaleźć przeznaczenie (2003)
- W 80 dni dookoła świata (2004)
- Dzięki tobie, Winn-Dixie (2005)
- Obcy z głębin (2005)
- Opowieści z Narnii: Lew, czarownica i stara szafa (2005)
- Sowie pole (2006)
- Pajęczyna Charlotty (2006)
- Jak ugryźć robala (2006)
- Głos wolności (2006)
- Most do Terabithii (2007)
- Pana Magorium cudowne emporium (2007)
- Koń wodny: Legenda głębin (2007)
- Ciemność rusza do boju (2007)
- Opowieści z Narnii: Książę Kaspian (2008)
- Wyspa Nim (2008)
- Podróż do wnętrza Ziemi 3D (2008)
- Miasto Cienia (2008)
- Bandslam (2009)
- Opowieści z Narnii: Podróż Wędrowca do Świtu (2010)
- Dobra wróżka (2010)
- Ramona i Beezus (2010)
- Pierwsza Gwiazdka (2017)
- Poradnik łowczyni potworów (2020)